# Magic!
Magic! (psáno velkými písmeny) je kanadská reggae fusion skupina z Toronta, založená v roce 2012. Skupinu tvoří zpěvák, kytarista a producent Nasri Atweh, kytarista a klávesista Mark „Pelli“ Pellizzer a baskytarista Ben Spivak. Kapela vydává pod vydavatelstvími Latium, Sony a RCA Records.
V roce 2014 skupina vydala debutové studiové album Don't Kill the Magic. O dva roky později vydali druhé studiové album Primary Colours, v roce 2018 třetí studiové album Expectations. Na jaře roku 2024 vydali své čtvrté studiové album Inner Love Energy. Nejvíce je proslavil jejich hitový singl „Rude“, který se umístil na prvním místě v hitparádách v několika zemích světa, včetně USA a Spojeného království.
Kapelu silně inspirovaly kapely The Police a Bob Marley and the Wailers. Jsou známí svým charakteristickým popovým zvukem ovlivněným reggae.

## Členové

### Současní členové
- Nasri – zpěv, kytary, klavír (2012–současnost)
- Mark „Pelli“ Pellizzer – kytary, klávesy, doprovodné vokály (2012–současnost)
- Ben Spivak – basová kytara, klávesy, doprovodné vokály (2013–současnost)

### Bývalí členové
- Alex Tanas – bicí, perkuse, doprovodné vokály (2012–2022)

## Diskografie

### Studiová alba
- Don't Kill the Magic (2014)
- Primary Colours (2016)[6]
- Expectations (2018)[7]
- Inner Love Energy (2024)[8]

### Singly
| Název                                            | Rok  | Album             | Reference |      |                      |  |
| ------------------------------------------------ | ---- | ----------------- | --------- | ---- | -------------------- |  |
| Název                                            | Rok  | Album             | "Rude"    | 2013 | Don't Kill the Magic |  |
| "Don't Kill the Magic"                           | 2014 |                   |           |      | Don't Kill the Magic |  |
| "Let Your Hair Down"                             | 2014 |                   |           |      | Don't Kill the Magic |  |
| "No Way No"                                      | 2015 |                   |           |      | Don't Kill the Magic |  |
| "#SundayFunday"                                  | 2015 |                   |           |      |                      |  |
| "Lay You Down Easy" (featuring Sean Paul)        | 2016 | Primary Colours   |           |      |                      |  |
| "Red Dress"                                      | 2016 | Primary Colours   |           |      |                      |  |
| "No Regrets"                                     | 2016 | Primary Colours   |           |      |                      |  |
| "Girl at Coachella" (with Matoma featuring DRAM) | 2017 |                   |           |      |                      |  |
| "Darts in the Dark"                              | 2017 | Expectations      |           |      |                      |  |
| "Kiss Me"                                        | 2018 | Expectations      |           |      |                      |  |
| "Expectations"                                   | 2018 | Expectations      |           |      |                      |  |
| "Ain't Got Nothin' Figured Out"                  | 2022 |                   |           |      |                      |  |
| "Inner Love Energy"                              | 2022 | Inner Love Energy |           |      |                      |  |
| "Ballerina"                                      | 2022 | Inner Love Energy |           |      |                      |  |
| "Good Feeling"                                   | 2024 | Inner Love Energy |           |      |                      |  |
| "Sunflower Fields"                               | 2024 | Inner Love Energy |           |      |                      |  |

## Ocenění a nominace
| Rok  | Ocenění                | Nominované dílo      | Kategorie                          | Výsledek |
| ---- | ---------------------- | -------------------- | ---------------------------------- | -------- |
| 2014 | MuchMusic Video Awards | "Rude"               | Mezinárodní video roku od Kanaďana | Nominace |
| 2014 | Teen Choice Awards     | "Rude"               | Choice Music: Song Group           | Nominace |
| 2014 | Teen Choice Awards     | "Rude"               | Choice Summer Song                 | Nominace |
| 2014 | Teen Choice Awards     | MAGIC!               | Choice Summer Group                | Nominace |
| 2014 | American Music Awards  | "Rude"               | Single of the Year                 | Nominace |
| 2015 | Juno Awards            | MAGIC!               | Průlomová skupina roku             | Výhra    |
| 2015 | Juno Awards            | MAGIC!               | Cena fanoušků                      | Nominace |
| 2015 | Juno Awards            | MAGIC!               | Písničkář roku                     | Nominace |
| 2015 | Juno Awards            | "Rude"               | Single roku                        | Výhra    |
| 2015 | Juno Awards            | Don't Kill the Magic | Popové album roku                  | Nominace |
| 2015 | Billboard Music Awards | MAGIC!               | Nejlepší duo/skupina               | Nominace |
| 2015 | Billboard Music Awards | "Rude"               | Nejlepší rozhlasová píseň          | Nominace |
| 2015 | The SOCAN Awards       | MAGIC!               | Cena za mezinárodní úspěch         | Výhra    |